# 333097 Andrewgardner
333097 Andrewgardner este o planetă minoră (asteroid) din centura de asteroizi. A fost descoperită pe 8 martie 2005 la Mount Lemmon⁠(d) de Mount Lemmon Survey⁠(d). 
Obiectul prezintă o orbită caracterizată de o semiaxă mare de 2,4321692353385 UAi, o excentricitate de 0,16431092030358, o înclinație de 1,0449884243226 ° în raport cu ecliptica.